# Deutscher Jagdverband
Der Deutsche Jagdverband (kurz DJV, offiziell Deutscher Jagdverband – Vereinigung der deutschen Landesjagdverbände für den Schutz von Wild, Jagd und Natur, bis 2013 Deutscher Jagdschutzverband) ist ein gemeinnütziger, eingetragener Verein und die Vereinigung von 15 deutschen Landesjagdverbänden mit Sitz in Berlin. Der Landesjagdverband Bayern – Bayerischer Jagdverband e. V. (BJV) trat Ende 2009 aus.
Über seine Landesjagdverbände hatte der DJV im Jahr 2023 rund 257.000 Mitglieder. Die Landesjagdverbände sind als selbstständige Organisationen in Kreisgruppen und Hegeringe untergliedert. Der DJV ist eine nach § 63 Bundesnaturschutzgesetz staatlich anerkannte Naturschutzvereinigung.

## Geschichte
Der Deutsche Jagdverband (DJV) wurde am 30. November 1949 als Deutscher Jagdschutz-Verband in Bad Dürkheim als Vereinigung der westdeutschen Landesjagdverbände gegründet und organisierte rund 70 % der damals ca. 100.000 Jagdscheininhaber in der Bundesrepublik. Der Name war eine bewusste Anknüpfung an den 1875 gegründeten Allgemeinen Deutschen Jagdschutz-Verein (ADJV), einen vom deutschen Adel geprägten und bei seiner Auflösung 1934 zuletzt von Alfons Prinz von Isenburg geführten Jagdverband. Das zum Zeitpunkt seiner Gründung bedeutendste und letztlich auch erreichte, politische Ziel des DJV war die weitgehende Übernahme des Reichsjagdgesetzes in das Jagdrecht von Bund und Ländern.
Der DJV war über 22 Jahre Mitglied im Deutschen Naturschutzring (DNR), dem Dachverband der deutschen Natur-, Tier- und Umweltschutzorganisationen. Im September 1986 wurde der DJV jedoch aus dem Verband ausgeschlossen, nachdem die zuvor im DNR-Grundsatzprogramm von 1976 gemeinsam vereinbarte Forderung nach einem Verbandsklagerecht für Natur- und Umweltschutzverbände von der DJV-Führung später wiederholt öffentlich abgelehnt worden war, u. a. in einer Anhörung zum Bundesnaturschutzgesetz im April 1986.
Im Jahr 1990, kurz vor der Wiedervereinigung, waren 92 Prozent der 260.529 Jagdscheininhaber in der Bundesrepublik Deutschland Mitglied im DJV.
1990 und 1991 traten die zum Teil neu gegründeten Landesjagdverbände der ehemaligen DDR dem DJV bei. Diese Integration war ein bedeutender Schritt für eine bundesweite Interessensvertretung der Jägerinnen und Jäger.
Die DJV-Service GmbH (DSM) wurde 2004 gegründet und übernimmt alle wirtschaftlichen Aktivitäten des DJV, wie z. B. den Vertrieb von Info- und Werbematerial und Einkaufsvergünstigungen für Mitglieder. 2005 gründete der DJV die gemeinnützige Stiftung Jägerstiftung natur+mensch.
Der Landesjagdverband Bayern – Bayerischer Jagdverband e. V. (BJV) trat zum Jahresende 2009 aus dem DJV aus. Die BJV-Führung begründete dies mit dem nach ihrer Ansicht zu schwachen Widerstand des DJV gegen Verschärfungen im Waffen- und Fleischhygienerecht, die zu mehr Einschränkungen und Bürokratie für die einzelnen Jäger führten. Der DJV bedauerte den Austritt und verwies auf das eigene Entgegenkommen beim Wunsch des BJV nach einer Beitragssenkung. BJV-Präsident Jürgen Vocke schloss einen Wiedereintritt in den DJV zu einem späteren Zeitpunkt nicht aus.
2011 zog die DJV-Geschäftsstelle von Bonn nach Berlin und wurde dabei auf 12,5 Stellen verkleinert.
Auf dem Bundesjägertag 2013 in Marburg stimmten die Delegierten der Landesjagdverbände für ein aktualisiertes Logo und eine Umbenennung in „Deutscher Jagdverband – Vereinigung der deutschen Landesjagdverbände für den Schutz von Wild, Jagd und Natur“, die mit der Eintragung ins Vereinsregister im Juli 2013 umgesetzt wurde.
Im Jagdjahr 2023/24 waren rund 71 % der ca. 434.370 Jagdscheininhaber in Deutschland Mitglied in einem der Landesjagdverbände. Da der Bayerische Jagdverband nicht mehr Mitglied im DJV ist, vertritt der Verband damit ca. 58 % der Jagdscheininhaber in Deutschland.
Im Rahmen des Bundesjägertages 2024 beging der DJV sein 75-jähriges Jubiläum und veröffentlichte eine Festschrift.

## Aufgaben und Ziele
In der Vereinssatzung sind folgende zentrale Aufgaben und Ziele verankert:
- Förderung der freilebenden Tierwelt im Rahmen des Jagdrechts, Förderung des Natur-, Umwelt-, Landschafts- und Tierschutzes
- Pflege und Förderung aller Zweige des Jagdwesens, des jagdlichen Brauchtums, der jagdlichen Aus- und Weiterbildung, des jagdlichen Schrifttums und jagdkultureller Einrichtungen
- Pflege und Förderung der anerkannten Grundsätze deutscher Waidgerechtigkeit
- Politische und gesellschaftliche Vertretung der Jägerschaft auf nationaler und internationaler Ebene
- Presse- und Öffentlichkeitsarbeit, z. B. laden Jäger im Rahmen der Aktion Lernort Natur Schüler und Jugendliche in ihre Reviere ein, um ihnen die Zusammenhänge in der Natur näherzubringen. Der DJV nutzt soziale Netzwerke. Jährlich erscheinen etwa 60 Pressemeldungen in Printmedien.[24]Organisation und Funktionsweise des Deutschen Jagdverbandes (Quelle DJV)

Organisation und Funktionsweise des Deutschen Jagdverbandes (Quelle DJV)

Auf dem Bundesjägertag 2017 in Rostock-Warnemünde wurde eine aktualisierte Grundsatzposition des DJV verabschiedet.
Der DJV hat seine aktuellen jagdpolitischen Standpunkte im Internet veröffentlicht, sowie
jährlich aktualisierte Statistiken zu Wildbret, Jagd und Jägern.

## Präsidenten
- 1949–1951 John Friedrich Krohn[28]
- 1951–1954 Albert Freiherr von Boeselager[29]
- 1954–1960 Hans-Josef Cosack[30]
- 1960–1963 Arend Tellmann[31][32]
- 1963–1982 Egon Anheuser[33]
- 1982–1995 Gerhard Frank
- 1995–2004 Constantin Heereman von Zuydtwyck
- 2004–2011 Jochen Borchert
- 2011–2019 Hartwig Fischer[34]
- 2019–2023 Volker Böhning[35]
- seit 2023 Helmut Dammann-Tamke[36]

## DJV-Kulturpreis
Der seit 1979 vergebene DJV-Kulturpreis zeichnet künstlerisches und kulturelles Schaffen aus, welches die Werte des Waidwerks fördert.
Der DJV-Kulturpreis ersetzte auch den 1959 gestifteten DJV-Literaturpreis und ist mit 5000 € dotiert.

### Preisträger
| Jahr | Preisträger                                                                                       | Preisträger                                                                                | Preisträger              |
| ---- | ------------------------------------------------------------------------------------------------- | ------------------------------------------------------------------------------------------ | ------------------------ |
| 1954 | Carl Otto Fey Jagdmaler                                                                           |                                                                                            |                          |
| 1959 | Wilhelm Hochgreve                                                                                 | Richard Scheibe Bildhauer                                                                  |                          |
| 1968 | Willy Benzel, Wildmeister und Jagdhistoriker für sein Buch „Im Paradies der Hirsche“              |                                                                                            |                          |
| 1979 | Manfred Schatz Jagdmaler                                                                          |                                                                                            |                          |
| 1981 | Walther Niedl                                                                                     | Dietrich Stahl für sein Buch „Wild – Lebendige Umwelt“                                     |                          |
| 1982 | Pâl Csergezán                                                                                     | Hannes Liederley                                                                           |                          |
| 1983 | Paul W. Dahms                                                                                     | Friedrich Türcke                                                                           |                          |
| 1984 | Wilhelm Brenner                                                                                   | Friedrich Vorreyer                                                                         |                          |
| 1985 | Karl Berrens                                                                                      | Fritz Laube                                                                                |                          |
| 1986 | Edmund Müller                                                                                     | Walter Oehry                                                                               |                          |
| 1987 | Kurt Arentz                                                                                       | Gerhard Schwennesen                                                                        |                          |
| 1988 | Vera Lwowski Bildhauerin                                                                          | Kurt Reulecke für seine Verdienste um die Kultur des Jagens                                |                          |
| 1989 | Woldemar von Collins                                                                              | Philipp Graf Meran                                                                         |                          |
| 1990 | Bernd E. Ergert Jagdmaler                                                                         | Karl Hellmut Snethlage Jagdmaler                                                           |                          |
| 1991 | Rainer Gruenter stellvertretend für die Arbeitsstelle 18. Jahrh., Berg. Universität Wuppertal     | Reinhold Stief für seine Verdienste um das jagdliche Brauchtum, insbesondere der Jagdmusik |                          |
| 1992 | Heinz Kathöfer Jagdmaler                                                                          | Sigrid Schwenk Erforschung der Jagdliteratur                                               |                          |
| 1993 | Anna Barth Malerin und Bildhauerin                                                                |                                                                                            |                          |
| 1994 | Berthold Faust Grafiker                                                                           | Zygmunt Pielowski für seinen Bildband "Greifvögel"                                         |                          |
| 1995 | Egon Lechner Jagdschriftsteller                                                                   | Oswald Römer Jagdmaler                                                                     |                          |
| 1996 | Werner Flachs für sein Werk "Das Jagdhorn – seine Geschichte von der Steinzeit bis zur Gegenwart" | Jörg Mangold Jagdmaler                                                                     |                          |
| 1998 | Friedrich Karl von Eggeling Jagdschriftsteller                                                    | Rudolf Michalski Jagdmaler                                                                 | Dieter Schiele Jagdmaler |
| 2000 | Uwe Bartels Jagdhornhistoriker                                                                    | Gert G. von Harling Jagdschriftsteller                                                     |                          |
| 2002 | Rolf Hennig Fachbuchautor                                                                         |                                                                                            |                          |
| 2004 | Fritz Kemper Erforschung der Jagdmusik                                                            | Josef Zilch Komponist                                                                      |                          |
| 2008 | Willi Friedl Musiker                                                                              | Hans-Henning Eisermann Jagdmaler                                                           |                          |

## Kritik
Aufgrund von Wildschäden im Wald durch Wildverbiss, Fegen und Schälen kam es seit den 1970er Jahren, ausgelöst vor allem durch den Film Bemerkungen über den Rothirsch von Horst Stern, verstärkt zu Kritik am traditionellen Jagdverständnis des DJV und dessen jagdpolitischen Positionen. Vor dem Hintergrund dieses sogenannten Wald-Wild-Konflikts wurde im Jahr 1988 als Alternative von kritischen Jägern der Ökologische Jagdverein Bayern (ÖJV Bayern) gegründet, aus dem drei Jahre später der gesamtdeutsche Ökologische Jagdverband (ÖJV) hervorging.